# 50 علامة للأمراض النفسية (كتاب)
50 علامة للأمراض النفسية: دليل لفهم الصحة النفسية (بالإنجليزية: 50 Signs of Mental Illness: A Guide to Understanding Mental Health) هو كتاب صدر عن مطبعة جامعة ييل عام 2005، للطبيب النفسي جيمس ويتني هيكس. ويهدف الكتاب إلى تقديم مرجع نفسي سهل الفهم لغير الاختصاصيين يصف الأعراض والعلاجات والاستراتيجيات لفهم الصحة النفسية. ويتضمن الكتاب 50 علامة للأمراض النفسية، مثل الاكتئاب والقلق والفصام وغيرها، ويشرح كل علامة بشكل مفصل ويقدم نصائح حول كيفية التعامل معها وعلاجها.
وقد أشادت مراجعة في المجلة الأمريكية للطب النفسي [الإنجليزية] بصياغة الكتاب للطرق المقبولة للتحدث عن الأمراض النفسية.

## قائمة العلامات
العلامات الخمسون التي يغطيها الكتاب هي:
هذه بعض علامات وأعراض الأمراض النفسية:
| - غضب - سلوك معاد للمجتمع - قلق - شهية - مسايرة التجنب - اضطراب التشوه الجسمي - سلوك قهري - تشوش ذهني - أعراض انسحابية - خداع - وهام - اكتئاب - تفارق - ابتهاج - إعياء - خوف - هوس العظمة - فجع - هلوسة - اضطراب الشخصية التمثيلي - اضطراب نقص الانتباه مع فرط النشاط - اندفاعية - غيرة - عجز التعلم - هوس | - فقدان الذاكرة - تحول المزاج - عمه حركي - كلام غير منطقي - فزع - جنون ارتياب - الشكاوى الجسدية والألم [الإنجليزية] - انشغال ديني [الإنجليزية] - ذهان - مشكلات تقدير الذات - إيذاء النفس - مشاكل الأداء الجنسي - انشغال جنسي - اضطراب النوم - إهمال المظهر الخارجي - ضعف الكلام واللغة - توتر - فكر انتحاري - صدمة نفسية - إنكار - استرجاع مؤلم [الإنجليزية] - تسمم بالمواد الكيميائية - وسواس - انحراف السلوك [الإنجليزية] - ارتباك الهوية |